# Manabu Komatsubara
Manabu Komatsubara (小松原 学 Komatsubara Manabu?), född 2 april 1981 i Gunma prefektur, är en japansk före detta fotbollsspelare.
Komatsubara började sin karriär 1998 i Bellmare Hiratsuka (Shonan Bellmare). Han spelade 53 ligamatcher för klubben. 2002 flyttade han till Ventforet Kofu. Efter Ventforet Kofu spelade han för FC Horikoshi. Han avslutade karriären 2005.